# Nabalus trifoliolatus
Nabalus trifoliolatus là một loài thực vật có hoa trong họ Cúc. Loài này được (Cass.) Fernald miêu tả khoa học đầu tiên năm 1900.